# Danmarks ambassade i Islamabad
Danmarks ambassade i Islamabad er Danmarks officielle repræsentation i Pakistan. Ambassaden blev etableret i 1980 for at styrke de diplomatiske og økonomiske forbindelser mellem Danmark og Pakistan.
Ambassadens primære opgaver omfatter at fremme politisk dialog, støtte danske virksomheder på det pakistanske marked og yde konsulær bistand til danske borgere i Pakistan. Derudover arbejder ambassaden for at styrke samarbejdet inden for områder som handel, kultur og uddannelse samt at understøtte bæredygtig udvikling og økonomisk vækst i Pakistan.

## Historie
Danmark og Pakistan etablerede diplomatiske forbindelser kort efter Pakistans uafhængighed i 1947. I 1980 åbnede Danmark sin ambassade i Islamabad for at intensivere samarbejdet mellem de to lande. Siden da har der været en række bilaterale besøg og initiativer, der har styrket relationerne, især inden for områder som udviklingssamarbejde, handel og kultur.

## Terrorangrebet på den danske ambassade i Pakistan 2008
Den 2. juni 2008 blev Danmarks ambassade i Islamabad udsat for et alvorligt selvmordsangreb, hvor en bilbombe eksploderede foran ambassadens bygning. Eksplosionen dræbte mindst seks personer og sårede omkring 24. Blandt de dræbte var en dansk statsborger af pakistansk oprindelse, der ikke arbejdede på ambassaden. Angrebet forårsagede betydelige skader på ambassadens bygning samt nærliggende strukturer. Al-Qaeda tog senere ansvaret for angrebet, angiveligt som hævn for Jyllands-Postens Muhammed-tegninger.